# Priapodes parvistriga
Priapodes parvistriga är en fjärilsart som beskrevs av Max Joseph Bastelberger 1908. Priapodes parvistriga ingår i släktet Priapodes och familjen mätare. Inga underarter finns listade i Catalogue of Life.